# Mohammed Al-Musalami
Mohammed Saleh Ali Al-Musalami (27 aprile 1990) è un calciatore omanita, difensore dell'Al-Seeb.

## Carriera

### Nazionale
Ha esordito in nazionale nel 2011.

## Statistiche

### Cronologia presenze in nazionale
| Cronologia completa delle presenze e delle reti in nazionale ― Oman | Cronologia completa delle presenze e delle reti in nazionale ― Oman | Cronologia completa delle presenze e delle reti in nazionale ― Oman | Cronologia completa delle presenze e delle reti in nazionale ― Oman | Cronologia completa delle presenze e delle reti in nazionale ― Oman | Cronologia completa delle presenze e delle reti in nazionale ― Oman | Cronologia completa delle presenze e delle reti in nazionale ― Oman | Cronologia completa delle presenze e delle reti in nazionale ― Oman |
| Data                                                                | Città                                                               | In casa                                                             | Risultato                                                           | Ospiti                                                              | Competizione                                                        | Reti                                                                | Note                                                                |
| ------------------------------------------------------------------- | ------------------------------------------------------------------- | ------------------------------------------------------------------- | ------------------------------------------------------------------- | ------------------------------------------------------------------- | ------------------------------------------------------------------- | ------------------------------------------------------------------- | ------------------------------------------------------------------- |
| 27-12-2018                                                          | Abu Dhabi                                                           | Oman                                                                | 0 – 0                                                               | India                                                               | Amichevole                                                          | -                                                                   |                                                                     |
| 9-1-2019                                                            | Sharjah                                                             | Uzbekistan                                                          | 2 – 1                                                               | Oman                                                                | Coppa d'Asia 2019 - 1º turno                                        | -                                                                   |                                                                     |
| 13-1-2019                                                           | Abu Dhabi                                                           | Oman                                                                | 0 – 1                                                               | Giappone                                                            | Coppa d'Asia 2019 - 1º turno                                        | -                                                                   |                                                                     |
| 17-1-2019                                                           | Abu Dhabi                                                           | Oman                                                                | 3 – 1                                                               | Turkmenistan                                                        | Coppa d'Asia 2019 - 1º turno                                        | 1                                                                   |                                                                     |
| 20-1-2019                                                           | Abu Dhabi                                                           | Iran                                                                | 2 – 0                                                               | Oman                                                                | Coppa d'Asia 2019 - Ottavi di finale                                | -                                                                   | 59’                                                                 |
| 6-1-2023                                                            | Bassora                                                             | Iraq                                                                | 0 – 0                                                               | Oman                                                                | Coppa delle nazioni del Golfo 2023 - 1º turno                       | -                                                                   | 90+3’                                                               |
| 9-1-2023                                                            | Bassora                                                             | Oman                                                                | 3 – 2                                                               | Yemen                                                               | Coppa delle nazioni del Golfo 2023 - 1º turno                       | -                                                                   |                                                                     |
| 12-1-2023                                                           | Bassora                                                             | Arabia Saudita                                                      | 1 – 2                                                               | Oman                                                                | Coppa delle nazioni del Golfo 2023 - 1º turno                       | -                                                                   | 46’                                                                 |
| 16-1-2023                                                           | Bassora                                                             | Bahrein                                                             | 0 – 1                                                               | Oman                                                                | Coppa delle nazioni del Golfo 2023 - Semifinale                     | -                                                                   |                                                                     |
| 19-1-2023                                                           | Bassora                                                             | Iraq                                                                | 3 – 2 dts                                                           | Oman                                                                | Coppa delle nazioni del Golfo 2023 - Finale                         | -                                                                   | cap. 114’                                                           |
| Totale                                                              |                                                                     | Presenze                                                            | 10                                                                  |                                                                     | Reti                                                                | 1                                                                   |                                                                     |

## Palmarès
- Coppa dell'AFC: 1

Al-Seeb: 2022